# Bhitargaon
Bhitargaon (भीतरगांव) est un village du district de Kanpur dans l'Uttar Pradesh. Bhitargaon est connu pour son ancien temple hindou, le plus grand temple  en briques à avoir survécu de l'époque de l' Empire Gupta.

## Temple de Bhitargaon

### Histoire
Ce temple est  construit au VIe siècle sous l'empire Gupta. Les Gupta sont une dynastie qui règne sur le nord de l'Inde de la fin du IIIe siècle aux alentours du milieu du VIe siècle. Cette période  est, du point de vue religieux, l'héritière des  religions issues de la tradition indienne ancienne. Trois religions cohabitent : le brahmanisme, l'hindouisme ancien ; le bouddhisme. Plusieurs temples, et autres édifices religieux, subsistent ; celui de Bhitargaon est un ancien temple hindou. Les temples de toutes ces religions ont prospéré simultanément sans qu'il y ait de conflits entre eux. Alexander Cunningham fut le premier archéologue moderne à remarquer ce temple en 1877.

### Description
Ce bâtiment en briques  à terrasses est orné d'un panneau en terre cuite à l'avant. Le temple présente une construction carrée avec des coins à double retrait

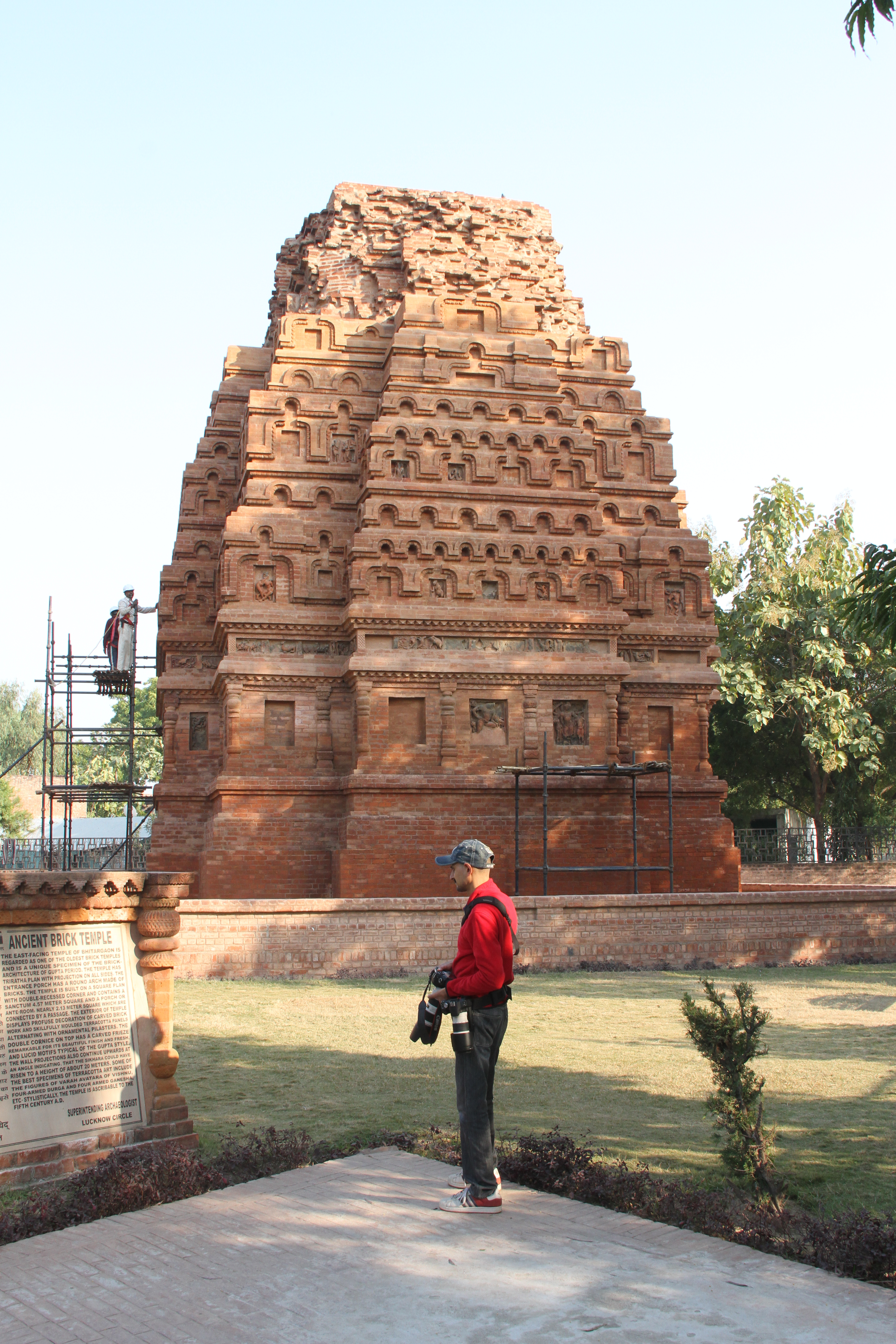
Temple de Bhitargaon

Il  se compose d'un sanctuaire principal. L'entrée du temple, orientée vers l'est, était marquée par un porche aujourd'hui réduit à six marches. Lorsque Cunningham a visité le site pour la première fois, les vestiges du porche  étaient encore visibles, ils se sont  effondrés depuis..
Le porche est flanqué à droite par la déesse Ganga du fleuve Gange et,. à gauche se trouve une figure de la déesse Yamuna du fleuve du même nom, affluent du Gange. Les deux panneaux sont séparés par des frises rectangulaires  qui courent au-dessus de l'entrée avec des motifs décoratifs d'oiseaux et d'animaux. .Les murs sont décorés de panneaux de terre cuite représentant des monstres aquatiques, Shiva et Vishnu....

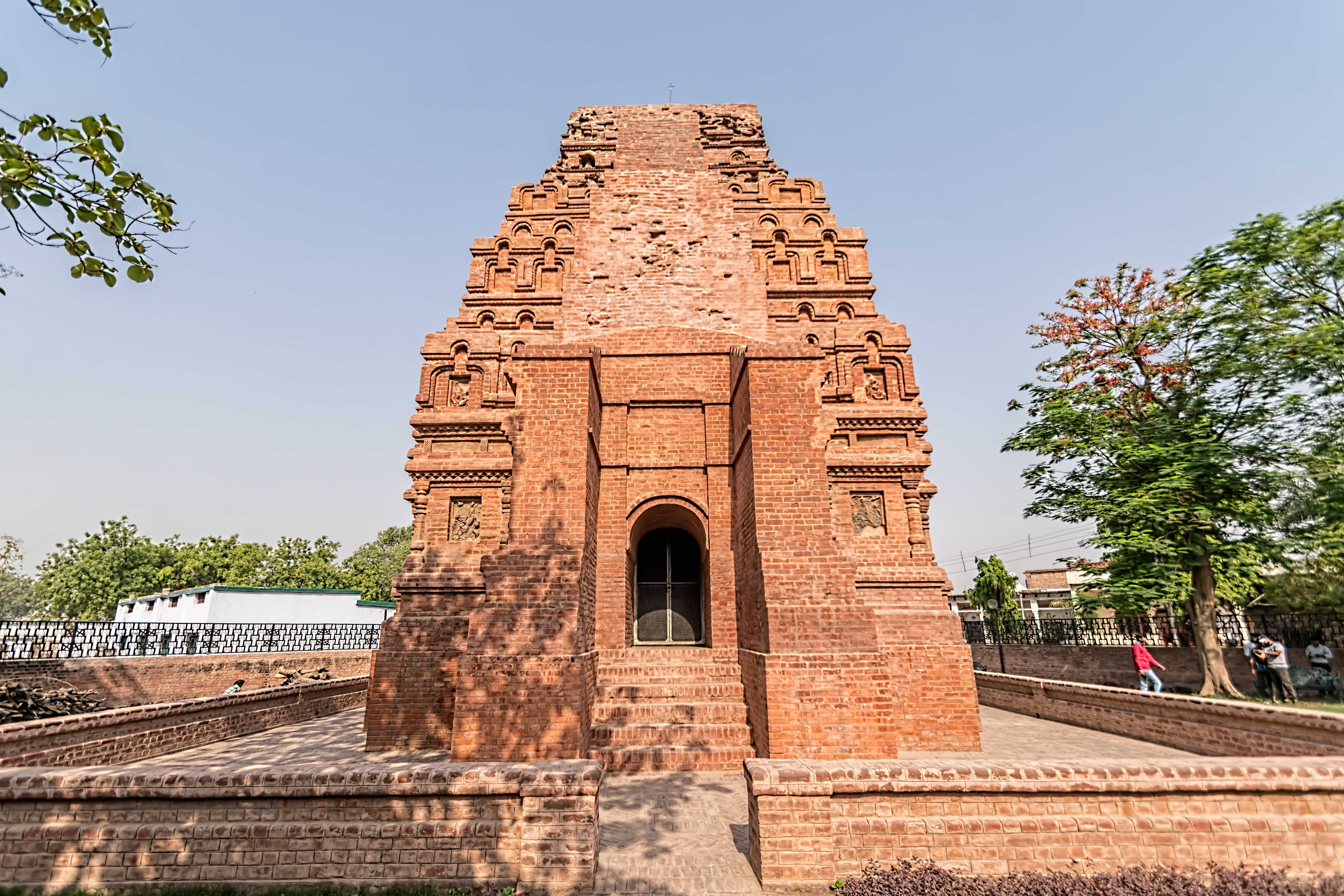
Le temple en 2017
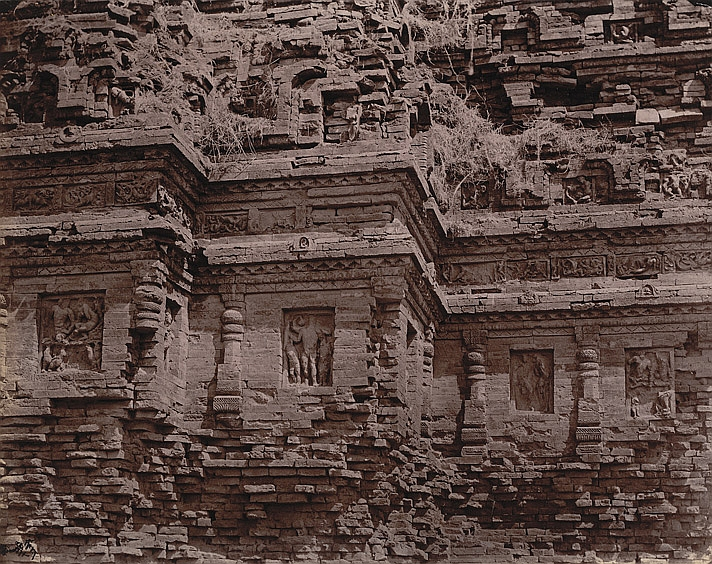
: Close view of temple façade showing detail of mouldings and sculpture niches
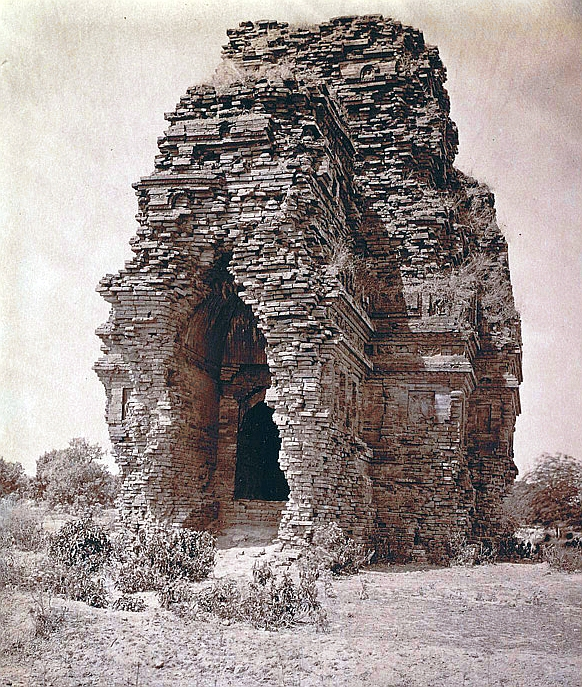
Le  temple en 1875

## Temple de Behta Bujurg
Ce temple est dédié au Seigneur Jagannath . Il est connu sous le nom de Temple de la pluie  ou Temple de la mousson. Il est situé à quelques kilomètres de Bhitargaon, à Behta Bujurg. L’âge du temple reste incertaine. Il a, peut-être, été construit pendant le règne de l'empereur Harshvardhana (606-647) mais l’architecture présente des éléments des dynasties Pratihara et Chandela qui ont régné dans le nord de l’Inde du VIIIe siècle  au XIIIe siècle.
Le temple est  doté d’un dôme parabolique.
La légende raconte que le temple de la mousson de Jagannath possède le pouvoir  de prédire l'arrivée des pluies de mousson. Une dalle de pierre au plafond  du temple commence à couler plusieurs jours avant le début de la mousson.
Des archéologues et des scientifiques ont visité le temple pour comprendre le phénomène, mais jusqu'à présent, la raison exacte de  cette 'accumulation de gouttelettes d'eau sur le plafond reste un mystère.

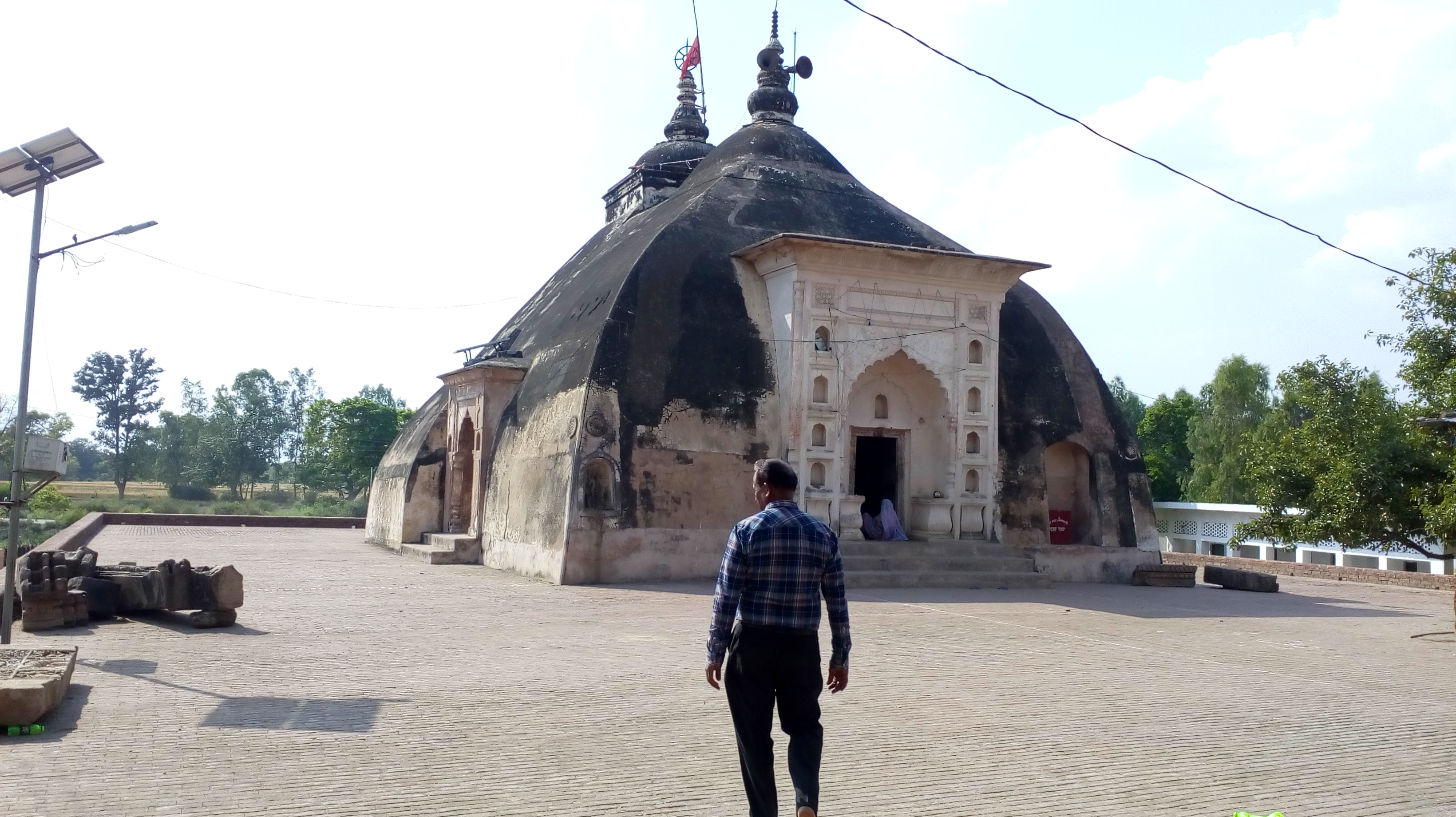
Temple de Behta Bujurg, l'extérieur
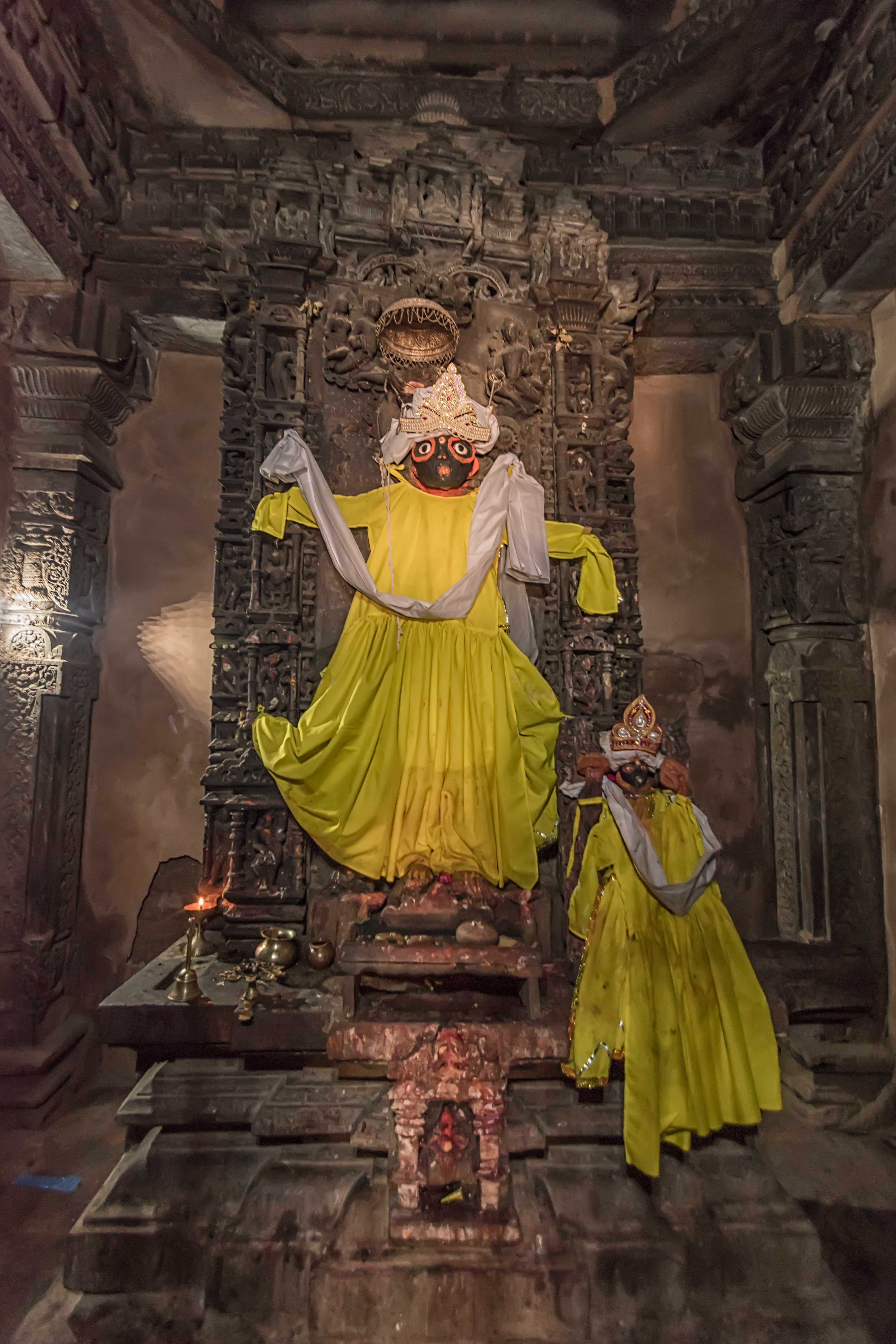
L'idole du Seigneur Jagannath à l'intérieur du temple de Baheta Bujurg..
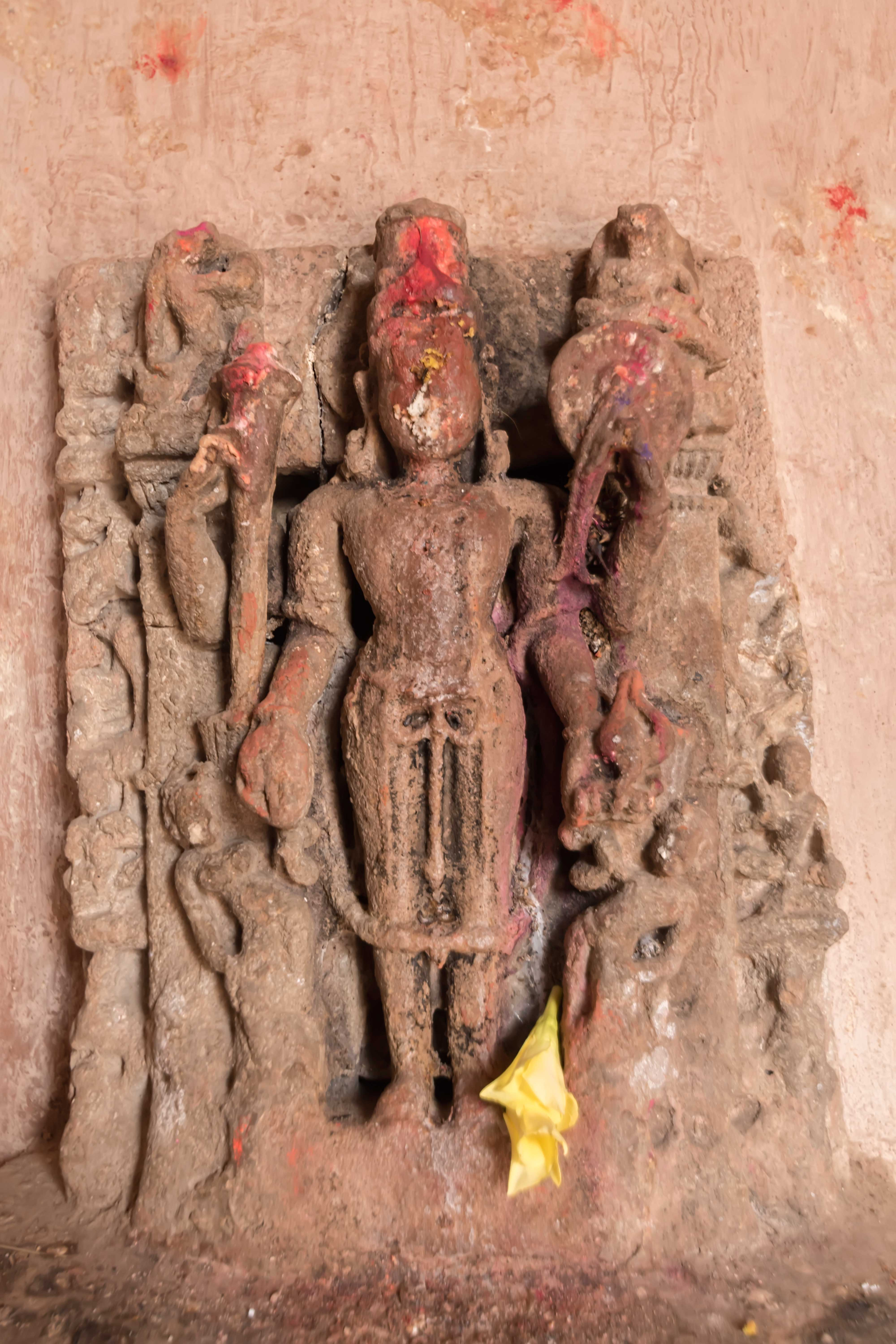
f Jagannath temple (Rain Forecast) near Bhitargaon kanpur.